# ملعب أنويتا
ملعب أنويتا (بالإسبانية: Estadio de Anoeta)‏ هو ملعب كرة قدم متعدد الأغراض يقع في إسبانيا، يتسع لـ 32,076 متفرج وهو الملعب الرسمي لنادي ريال سوسيداد الإسباني.

## التاريخ
افتتح الملعب عام 1993.

## التوسع في القرن الحادي والعشرين

### المقترحات
في عام 2004، أطلق خوسيه لويس أستيازاران، رئيس نادي ريال سوسيداد آنذاك، مشروعًا يسمى جيبوزكوارينا. كان من المقرر أن يكتمل المشروع في عام 2007، وكان الهدف منه زيادة سعة الملعب إلى 42،000، وهو ما سيشمل إزالة مضمار ألعاب القوى - على مر السنين، لم يكن المشجعون سعداء أبدًا بالملعب في شكله الأصلي بسبب المسار الذي تسبب في وجود مسافة بين المدرجات والملعب نفسه، مما أدى إلى جو "بارد" أثناء المباريات. كان المشروع يهدف أيضًا إلى بناء فندق ومتاجر، من بين أشياء أخرى. سرعان ما رفض مجلس المدينة هذا الاقتراح وتركه وراءه.